# Helena Gruszecka

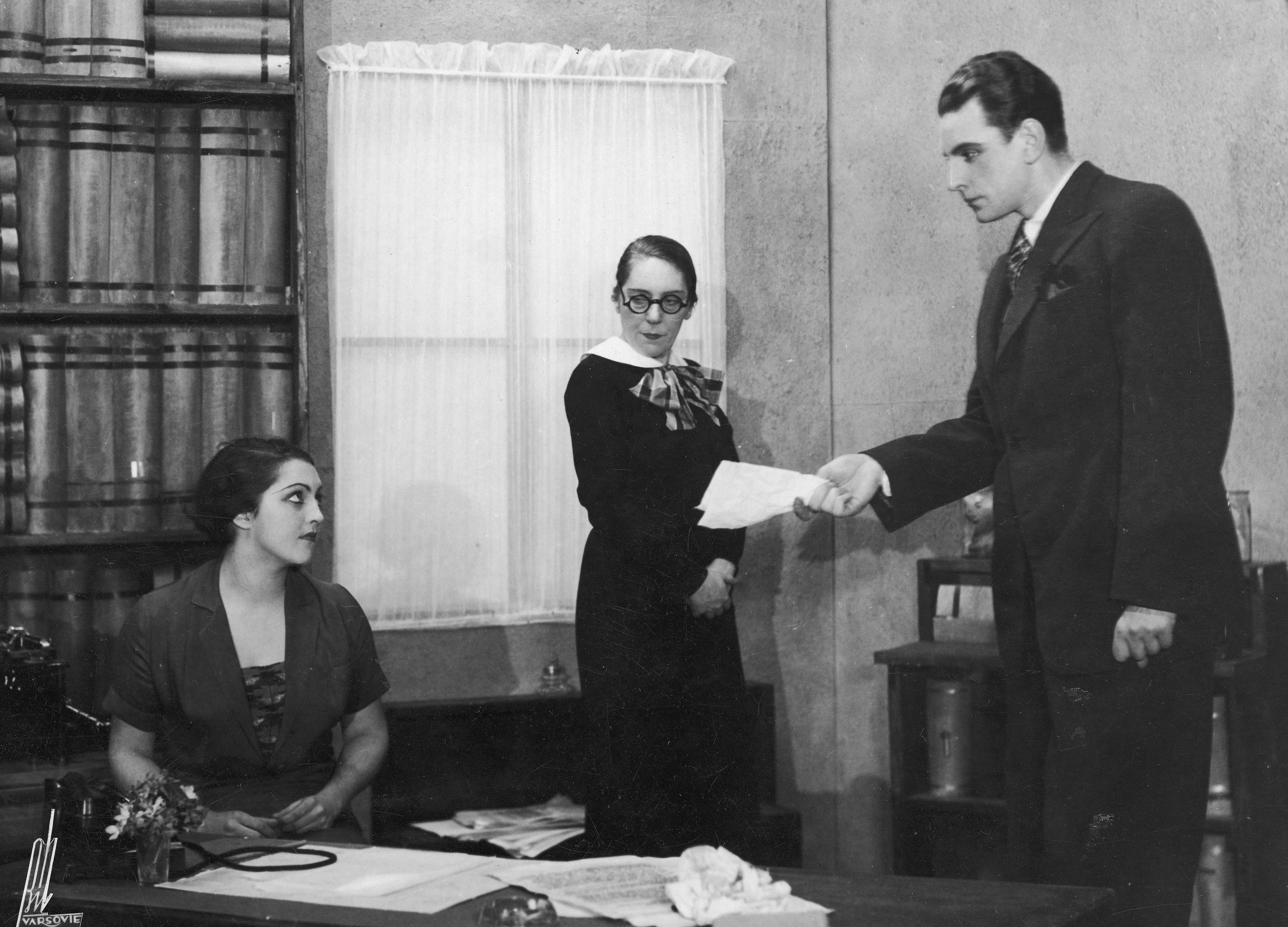
Elżbieta Kryńska, Helena Gruszecka i Władysław Surzyński w przedstawieniu „Typ A” Marii Morozowicz-Szczepkowskiej w Teatrze Ateneum w Warszawie (1934).

Helena Gruszecka z domu Birnbaum (ur. 20 lipca 1901 w Częstochowie, zm. 5 sierpnia 1982 w Warszawie) – polska aktorka teatralna i filmowa żydowskiego pochodzenia.

## Życiorys
Urodziła się w rodzinie kompozytora Abrahama (Adama) Bera Birnbauma i Eleonory z d. Frenkel. Była siostrą Mieczysława Birnbauma, żołnierza, publicysty i tłumacza, ciotką pisarza Jerzego Pomianowskiego. Po ukończeniu szkoły średniej w Łodzi debiutowała i występowała w miejscowym Teatrze Polskim (1920–1921), następnie pracowała w Wilnie w teatrach Polskim (1921–1923) i Reduta (1923–1926). Egzamin eksternistyczny ZASP-u zdała w 1922. W latach 1926–1929 grała w Teatrze Nowym w Poznaniu, a w sezonie 1929/30 w Teatrze Miejskim w Lublinie. W 1930 występowała w teatrze Uśmiech Warszawy, w sezonie 1932/33 w Teatrze Kameralnym (gościnnie w Teatrze Polskim w Poznaniu), w sezonie 1933/34 w Instytucie Reduty, w latach 1934–1938 w teatrach Ateneum i Aktora, w sezonie 1938–1939 w Teatrze Buffo.
Podczas okupacji niemieckiej nie pracowała w zawodzie.
Po II wojnie światowej występowała w warszawskich teatrach: m. st. Warszawy (1945), Miejskich Teatrach Dramatycznych (1945–1948), Ludowym (1948–1954), Estrady potem pn. Komedia (1954–1971).
Była żoną artysty malarza Wiktora Detke (1899–1944), który zginął podczas powstania warszawskiego.
Zmarła w Warszawie, pochowana 11 sierpnia 1982 na cmentarzu Wojskowym na Powązkach (kwatera C-B-25).

## Filmografia
- 1933: Wyrok życia jako chłopka

- 1936: Róża jako kobieta w tłumie komentująca aresztowanie rewolucjonistów
- 1937: Dziewczęta z Nowolipek jako kucharka u Zalewskich
- 1937: Książątko jako sklepowa
- 1937: Pani minister tańczy jako uczestniczka posiedzenia u pani minister
- 1939: Doktór Murek jako gospodyni Murka
- 1958: Kalosze szczęścia jako madame Rose, szefowa paryskiego domu publicznego
- 1958: Ósmy dzień tygodnia jako sąsiadka Walickich
- 1960: Powrót
- 1961: Dotknięcie nocy jako handlarka Krystyna Piterakowa
- 1965: Lekarstwo na miłość jako kobieta przy straganie
- 1965: Wojna domowa (serial tv odc. Wywiadówka) jako woźna w szkole
- 1968: Stawka większa niż życie (serial tv odc. Cafe Rose) jako służąca pani Rose
- 1970: Album polski jako kobieta w pociągu
- 1971: Kłopotliwy gość jako kobieta chcąca obejrzeć cud
- 1971: Na przełaj (tv) jako kobieta przyglądająca się akcji strażaków
- 1973: Wielka miłość Balzaka (serial tv odc. 3-4) jako pani Duron, gospodyni Balzaca
- 1975: Obrazki z życia jako babcia klozetowa
- 1976: Złota kaczka (tv) jako handlarka
- 1977: Noce i dnie (serial tv odc. 3) jako znachorka Kolanicha
- 1978: Co mi zrobisz, jak mnie złapiesz jako staruszka przechodząca przez „pasy”

## Role wTeatrze Telewizji
- Skowronek, Jean Anouilh, postać: Matki (reż. Czesław Szpakowicz, 1956)
- Julietta ze snów, Georges Neveux (reż. Czesław Szpakowicz, 1957)
- Goście o zmierzchu, Krystyna Salaburska (reż. Władysław Sheybal, 1957)
- Żeglarz, Jerzy Szaniawski (reż. JózefSłotwiński, 1958)
- Diabeł domowego ogniska, Henrik Pontoppidan (reż.Maryna Broniewska, 1962)
- Szelmostwa Skapena, Molier, postać: Neryny (reż. Jan Kulczyński Jan, 1963)
- Maliniarz, Fritz Hochwalder, postać: Burgerl (reż. Ireneusz Kanicki, 1967)
- Przygoda w Manor Farm wg..., Karol Dickens, postać: Pani Wardle (reż. Lech Komarnicki, 1971)
- 12 krzeseł (odcinek II Wielki kombinator wraca do akcji) Ilia Ilf, Eugeniusz Pietrow (reż. Konstantyn Ciciszwili, 1988)

## Ordery i odznaczenia
- Krzyż Kawalerski Orderu Odrodzenia Polski (23 lutego 1965)[9]
- Złoty Krzyż Zasługi (11 lipca 1955)[10]
- Medal 10-lecia Polski Ludowej (19 stycznia 1955)[11]
- Odznaka „Zasłużony Działacz Kultury” (3 maja 1964)[12]
- Odznaka Zasłużonego Działacza ZZPKiS (24 czerwca 1969)[13]